# 陳敬宗
陳敬宗（1377年—1459年），字光世，浙江慈（今宁波市）人，明朝政治人物，官至南京國子監祭酒，與北京國子監祭酒李時勉並以「賢祭酒」知名，稱「南陳北李」。

## 生平
陳敬宗於永乐二年（1404年）中進士。選庶吉士，進學文淵閣。後授為刑部主事、翰林侍講、南京國子監司業。宣德九年（1434年），任南京國子監祭酒，立教方嚴，為士林所重。景泰元年九月，與尚書魏驥同致仕。天顺三年（1459年）五月卒，年八十三。后赠礼部侍郎，谥文定。

## 著作
- 《澹然集》
- 曾參與修撰《永樂大典》、《五經四書大全》、《太祖實錄》等書。

## 延伸阅读
[在维基数据编辑]
 在维基文库阅读此作者作品
 《明史卷一百六十三》，出自《明史》
 《國朝獻徵錄·卷之七十四》，出自焦竑《國朝獻徵錄》